# UCI Track Team
Трековая велокоманда (англ. UCI Track Team) — это велосипедная команда, зарегистрированная в Международном союзе велосипедистов (UCI) для участия в трековых соревнованиях. Данный тип команд появился в сезоне 2005-2006 года.

## Состав и национальность
UCI Track Team состоит состоит из платёжного агента ответственного за выплаты, представителя команды, спонсоров, велогонщиков и других сотрудников команды (менеджер, спортивный директор, тренер, спортивный врач, соньёр, механик и так далее). До двух спонсоров имеют статус главного партнёра.
Название UCI Track Team - это название или бренд одного или обоих основных партнёров. Также может быть лицензирована под другим именем, связанным с проектом. Название команды может меняться, особенно при смене спонсора или платежного агента. Таким образом, название команды может изменяется со сменой спонсоров, а также полностью или частично может стать частью названия другой команды.
Гражданство UCI Track Team определяется гражданством большинства её велогонщиков. Имеет практическое значение так как получение лицензии осуществляется через соответствующую национальную федерацию велоспорта.

## Лицензирование
Лицензирование проводится ежегодно (выдаётся на год) в UCI через соответствующую национальную федерацию велоспорта. 

## Велогонщики
Трековая команда должна состоять минимум из 3, а максимум из 10 велогонщиков и может одновременно включать гонщиков как мужчин так и женщин. Однако они соревнуются раздельно в соответствующих дисциплинах.
Спортсмены могут быть как профессионалами так и любителями поскольку, минимальная зарплата определяемая UCI отсутствует. Контрактное вознаграждение даже для профессионалов может быть согласовано. Обязательный типовой контракт предусматривает определенные минимальные условия для защиты гонщиков, которые не могут быть изменены в ущерб.
В состав могут входить велогонщики, являющиеся членами велокоманд по другим дисциплинам.

## Участие в гонках
В правилах ICU предусмотрены условия участия трековых велокоманд в различных соревнованиях включая Кубок мира — UCI Track Cycling World Cup, наравне с национальными командами в следующих дисциплинах:
- спринт
- кейрин
- гит 1000/500 м
- командный спринт
- индивидуальная гонка преследования
- гонка по очкам
- скрэтч
- мэдисон
- командная гонка преследования

## Значение
Регистрация в UCI даёт право участвовать в Кубке мира, а также включение в рейтинг UCI Track Team Ranking. Но поскольку настоящая командная тактика присутствует только в командной гонке преследования, что не сопоставимо с шоссейным велоспортом, восприятие этих команд меньше чем шоссейных.